# 1750er
Portal Geschichte | Portal Biografien | Aktuelle Ereignisse | Jahreskalender | Tagesartikel

◄ |
17. Jh. |
18. Jahrhundert
| 19. Jh. | ►

◄ |
1720er |
1730er |
1740er |
1750er
| 1760er | 1770er | 1780er | ►

1750 |
1751 |
1752 |
1753 |
1754 |
1755 |
1756 |
1757 |
1758 |
1759

## Ereignisse
- 1756: Wolfgang Amadeus Mozart wird geboren.
- 1756: Ausbruch des Siebenjährigen Krieges.
- 1757: In der Schlacht bei Leuthen erringt Preußen einen bedeutenden Sieg.

## Wissenschaft
- 1752: Benjamin Franklin erfindet den Blitzableiter.

## Persönlichkeiten
- Wolfgang Amadeus Mozart, Komponist aus Salzburg
- Ludwig XV., König von Frankreich
- Maria Theresia, Erzherzogin in Österreich und Königin von Ungarn und Böhmen
- Ferdinand VI., König von Spanien
- Karl III., König von Spanien
- Friedrich II., König von Preußen
- Benedikt XIV., Papst
- Clemens XIII., Papst
- Elisabeth, Zarin
- Georg II., König von Großbritannien und Irland
- George Grenville, Premierminister von Großbritannien und Irland
- Thomas Pelham-Holles, 1. Duke of Newcastle-upon-Tyne, Premierminister von Großbritannien und Irland
- John Stuart, 3. Earl of Bute, Premierminister von Großbritannien und Irland
- William Pitt, 1. Earl of Chatham, Premierminister von Großbritannien und Irland
- Momozono, Kaiser von Japan
- Qianlong, Kaiser von China